# Arroyo del Tala (Flores)
Der Arroyo del Tala ist ein Fluss in Uruguay.
Er entspringt einige Kilometer nördlich von La Casilla sowie südwestlich von Trinidad in der Cuchilla de Marincho. In wenigen Kilometern südöstlicher Entfernung zur Quelle verläuft die Ruta 57. Von dort fließt er auf dem Gebiet des Departamentos Flores in südwestliche Richtung. In der Gegend südwestlich von Trinidad trifft er auf den Arroyo del Sauce, der ebenso dem Einzugsgebiet des Arroyo Grande zuzuordnen ist.